# Ballast (ferrovia)

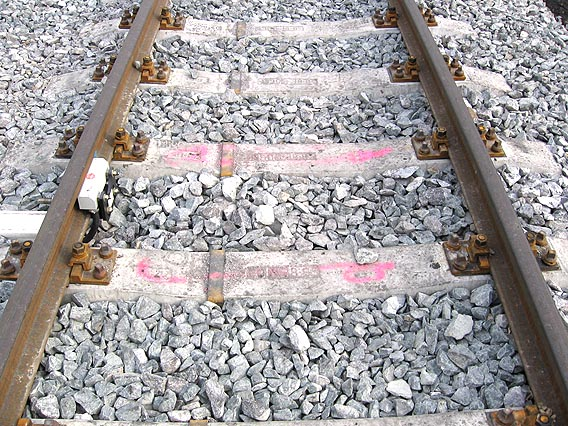
Binario ferroviario posato nel ballast

Il ballast è il pietrisco posto in cima alla massicciata ferroviaria in cui vengono affogate le traversine che compongono i binari. Il termine deriva dall'inglese track ballast, che significa zavorra per binario.
Il pietrisco per uso ferroviario deve presentare, dopo la lavorazione in appositi impianti di frantumazione, vagliatura e lavaggio, una granulometria tipicamente compresa fra 30 e 60 mm, un contenuto ridotto di particelle fini (polveri) e una forma spigolosa (al fine di favorire l'ingranamento ed evitare cedimenti).
La classificazione del pietrisco per massicciate ferroviarie è stabilita dalla norma UNI EN 13450, che fornisce inoltre indicazioni per la redazione della dichiarazione di conformità CE e l'apposizione della relativa marcatura CE sui documenti di trasporto.
In ambito italiano, RFI utilizza la nomenclatura di pietrisco per massicciata ferroviaria.
Alcune ferrovie si realizzano senza ballast (Ballastless track, binario senza ballast), fissando direttamente le rotaie ad un basamento rigido continuo, di cemento armato o altro, o ad una struttura metallica portante; ciò accade particolarmente in tratti ferroviari che corrono in strutture artificiali quali ponti o gallerie (es.: metropolitane), e in ambito di altissima velocità (dove il pietrisco rischia altrimenti di venire trascinato dal forte spostamento d'aria e di costituire pericolo per cose o persone).